# Epiduralna anestezija
Epiduralna anestezija je tehnika lokalne anestezije, ki se izvede z vbrizganjem anestetika v epiduralni prostor. To je prostor, ki je med trdo možgansko ovojnico in kostjo v hrbteničnem kanalu. 

## Indikacije
Injiciranje zdravil v epiduralni prostor se primarno izvaja za dosego analgezije v različne namene:
- Analgezija med porodom, pri čemer ne pride do izgube mišične moči;
- Podpora splošni anesteziji pri različnih operacijah;
- Lokalna anestezija pri operacijah trebuha, medenice, nog.
- Postoperativna analgezija.
- Lajšanje bolečin v hrbtenici.

## Lokalni anestetiki
Običajno se za epiduralno anestezijo uporabljata lidokain ali kloroprokain. Pogosto se epiduralni anestetiki kombinirajo z opioidnimi analgetiki (morfin, hidromorfon, petidin ...)